# Patoka (Illinois)
Patoka es una villa ubicada en el condado de Marion en el estado estadounidense de Illinois. En el Censo de 2010 tenía una población de 584 habitantes y una densidad poblacional de 203,14 personas por km².

## Geografía
Patoka se encuentra ubicada en las coordenadas 38°45′14″N 89°5′45″O / 38.75389, -89.09583. Según la Oficina del Censo de los Estados Unidos, Patoka tiene una superficie total de 2.87 km², de la cual 2.87 km² corresponden a tierra firme y (0%) 0 km² es agua.

## Demografía
Según el censo de 2010, había 584 personas residiendo en Patoka. La densidad de población era de 203,14 hab./km². De los 584 habitantes, Patoka estaba compuesto por el 98.8% blancos, el 0% eran afroamericanos, el 0.86% eran amerindios, el 0% eran asiáticos, el 0% eran isleños del Pacífico, el 0.34% eran de otras razas y el 0% pertenecían a dos o más razas. Del total de la población el 1.37% eran hispanos o latinos de cualquier raza.